# Trinity Valley Community College
El Trinity Valley Community College (TVCC) es un colegio comunitario ubicado en el estado de Texas.
El TVCC opera cuatro campus al servicio de los condados tejanos de Anderson, Henderson, y Kaufman, situados al sudeste del área metropolitana de Dallas-Fort Worth metroplex:
- El Campus del condado de Henderson, que también sirve como sede del TVCC, se encuentra en Athens.
- El Campus del condado de Anderson está situado en Palestine. El Comisionado de Agricultura de Texas Todd Staples es un exmiembro de la facultad en el campus de Anderson.
- El Campus del condado de Kaufman está situado en Terrell.
- El TVCC Health Science Center está localizado en Kaufman. Este campus (ubicado junto al Hospital Presbiteriano de Kaufman) se dedica específicamente a los cursos de asistencia sanitaria (los cursos generales deben ser tomados en una de las otras escuelas en el sistema de TVCC), y opera un programa de enseñanza a distancia para el programa BSN de enfermería de la Universidad de Texas en Arlington.

## Historia
El TVCC fue fundado en 1946 como el Henderson County Junior College en Atenas, la capital del condado, y adoptó su nombre actual en septiembre de 1986, que fue tomad del río Trinidad que divide la región.
El TVCC comenzaría su expansión a un campus multi-sitio en 1969 cuando se comenzó a ofrecer cursos en las inmediaciones de la unidad del Departamento de Justicia Criminal de Texas. En 1972 el TVCC comenzó a ofrecer cursos en Palestine (la sede del Condado de Anderson), y en 1975 se abriría un centro del campus separado tres millas al norte de la ciudad. En 1973 el TVCC  comenzó a ofrecer cursos en Terrell (su primera expansión en el vecino Condado de Kaufman) y abriría un centro del campus separado allí en 1986. Por último, en 1983, el TVCC abriría su primer campus especializado, el TVCC Health Science Center en Kaufman (la sede del Condado de Kaufman).